# Warning (pel·lícula)
Warning és una pel·lícula de thriller de ciència-ficció del 2021 dirigida per Agata Alexander en el seu debut com a directora, a partir d'un guió de la mateixa Alexander, de Jason Kaye i de Rob Michaelson. És protagonitzada per Alex Pettyfer, Alice Eve, Annabelle Wallis, Benedict Samuel, Charlotte Le Bon, Thomas Jane, Patrick Schwarzenegger, Rupert Everett, Tomasz Kot, Kylie Bunbury i Garance Marillier. La pel·lícula es va estrenar al Festival de Cinema de Sitges de 2021. S'ha doblat i subtitulat al català.